# 芒廷希爾 (喬治亞州)
芒廷希爾（英語：Mountain Hill）是位於美國喬治亞州哈里斯縣的一個非建制地區。該地的面積和人口皆未知。

## 地理
芒廷希爾的座標為32°43′23″N 85°01′22″W / 32.72306°N 85.02278°W，而該地的平均海拔高度為218米（即715英尺）。